# Darwinia camptostylis
Darwinia camptostylis är en myrtenväxtart som beskrevs av Barbara Gillian Briggs. Darwinia camptostylis ingår i släktet Darwinia och familjen myrtenväxter. Inga underarter finns listade i Catalogue of Life.